# Dombiratos
Dombiratos ist eine ungarische Gemeinde im Kreis Mezőkovácsháza im Komitat Békés.

## Geografische Lage
Dombiratos liegt gut 15 Kilometer östlich der Stadt Mezőkovácsháza an dem Kanal Kutas-éri-csatorna. Nachbargemeinden sind Kevermes, Almáskamarás, Kunágota und Nagykamarás.

## Geschichte
Der Ort wurde bereits 1418 als Belsevyratos und 1510 als Dombyratos schriftlich erwähnt.

## Söhne und Töchter der Gemeinde
- Béla Tóth (1924–2013), Schriftsteller

## Sehenswürdigkeiten
- Adventistische Kirche
- Römisch-katholische Kirche Szent Anna, erbaut 1906–1907
- Weltkriegsdenkmal (I–II. világháborús emlék) auf dem Friedhof

## Infrastruktur
In Dombiratos gibt es Kindergarten, Jugendhaus, Kulturhaus, Sozialstation, Hausarztpraxis,  Fahrbücherei, Post, Bürgermeisteramt sowie eine römisch-katholische Kirche.

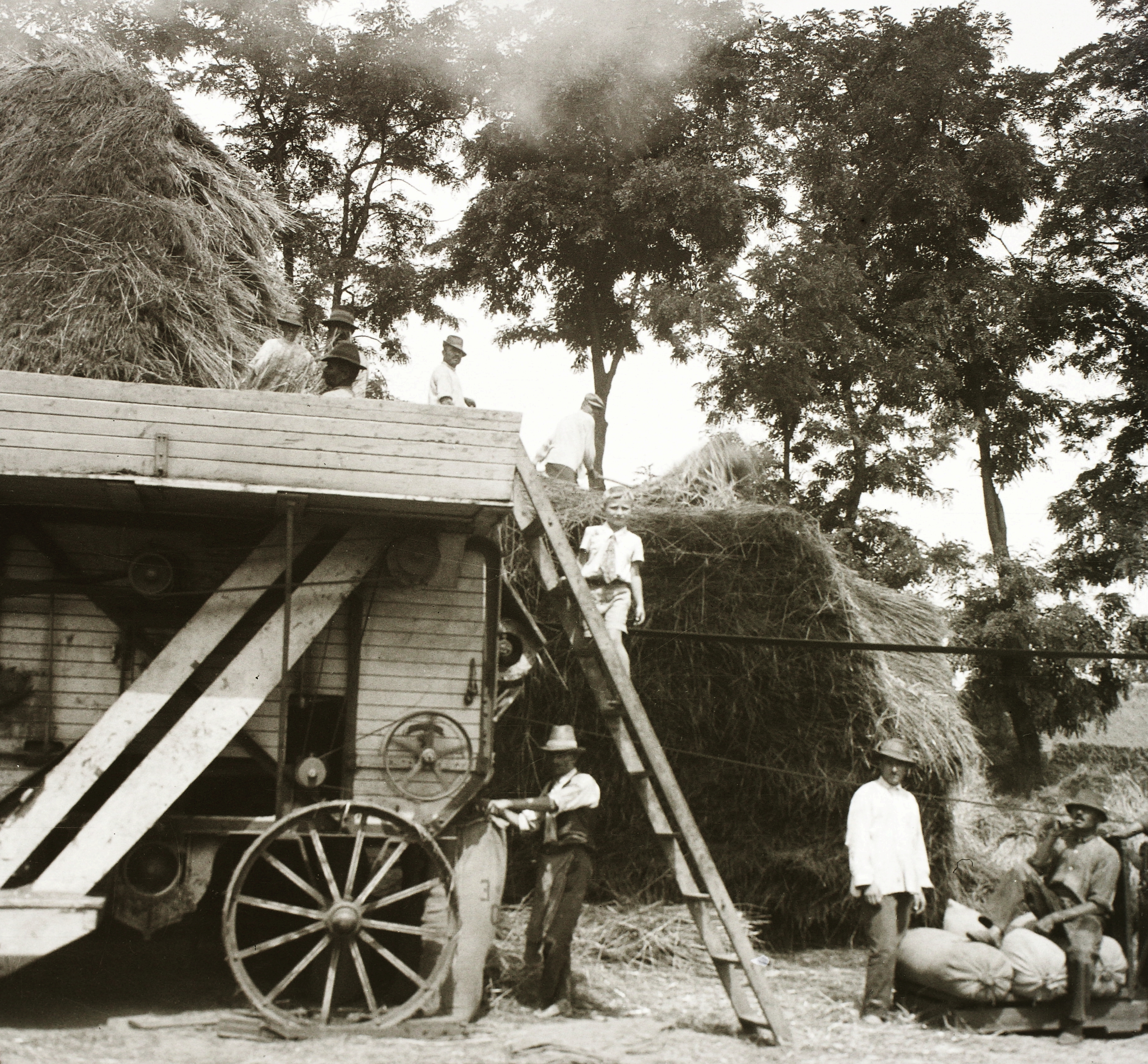
Landarbeiter an einer Dreschmaschine in Dombiratos (1932)

## Verkehr
Der nächstgelegene Bahnhof befindet sich ungefähr zehn Kilometer östlich in Lőkösháza.